# San Agustín Chayuco
San Agustín Chayuco är en ort i Mexiko.   Den ligger i kommunen San Agustín Chayuco och delstaten Oaxaca, i den sydöstra delen av landet, 400 km söder om huvudstaden Mexico City. San Agustín Chayuco ligger 258 meter över havet och antalet invånare är 2 004.
Terrängen runt San Agustín Chayuco är varierad. Runt San Agustín Chayuco är det glesbefolkat, med 18 invånare per kvadratkilometer. Närmaste större samhälle är Santiago Jamiltepec, 13,3 km söder om San Agustín Chayuco. Omgivningarna runt San Agustín Chayuco är en mosaik av jordbruksmark och naturlig växtlighet.